# 木内酒造
木内酒造株式会社（きうちしゅぞう）は、茨城県那珂市にある酒造メーカーである。主力商品として、クラフトビールの常陸野ネストビールが挙げられる。

## 概要
- 1823年（文政6年） - 創業。[3]
- 1995年（平成7年） - ビール製造を開始[3]。
- 2016年（平成28年） - ウイスキー製造免許を取得[4]。
- 2019年（平成31年） - 常陸野ハイボールを発売。
- 2022年（令和4年）
  - 2月28日 - 木内酒造合資会社（法人番号9050003000471）を株式会社木内酒造1823に組織・商号変更。株式会社那嘉屋（法人番号1050001004647）を木内酒造株式会社に商号変更[5]。
  - 夏 - 日の丸ウイスキーを発売[6]。

## 銘柄
- 菊盛[1]
- 常陸野ネストビール
- 木内梅酒
- 常陸野ハイボール
- 日の丸ウイスキー
2022年に発売したウイスキーである[6]。茨城県産小麦などを原料としている[7]。東京ウイスキー&スピリッツコンペティション2022で金賞を受賞した[8]。

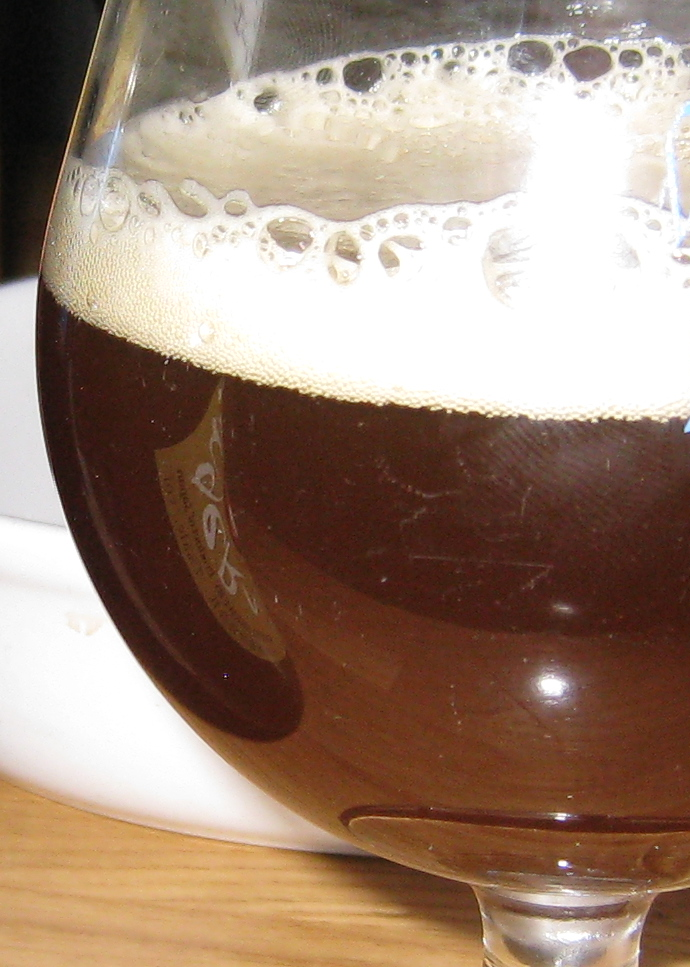
木内酒造 リアルジンジャーエール

- 日の丸ジン

## 日本国外への進出
2019年時点ではビールがアメリカ合衆国を中心に40か国・地域に輸出されており、販売量の5割は日本国外である。

## 店舗
- 常陸野ブルーイング
  - ビールバーであり、東京都および茨城県内で複数の店舗をもつ[10]。

- 日の丸ウイスキー 石岡 Tasting Room
2022年7月10日に石岡駅前で開業した店舗であり、日の丸ウイスキーなどが提供されている[11]。ウイスキー20種のほか、八郷の産物を用いたおつまみが提供される[6]。

## 新型コロナウイルス感染拡大下の取組み
2020年、2019新型コロナウイルスの感染が拡大すると、飲食業への来客がなくなり大量のビールの在庫を抱えることとなった。このため木内酒造では賞味期限が迫るビールを回収し、東京蒸留所においてビールからジンを製造する取組みを行った。